# Wild Ones (chanson)
Pour les articles homonymes, voir Wild One (homonymie).
Pour l'album éponyme, voir Wild Ones.
Singles de Flo Rida
Hangover
(2011) Whistle
(2012)
Singles par Sia
Titanium
(2011) She Wolf (Falling to Pieces)
(2012)
Wild Ones est une chanson du rappeur américain Flo Rida et de la chanteuse australienne Sia, 2e extrait de l'album de Flo Rida  du même nom : Wild Ones (initialement intitulé Only One Rida (Part 2)),. La chanson a été produite par le duo français soFLY & Nius et le DJ suédois Axwell. Le single entre à la 57e place du classement américain Billboard Hot 100 pour ensuite atteindre le Top 5 de ce classement.
Elle sert de thème secondaire pour le show de catch WrestleMania XXVIII.

## Liste des pistes
- Téléchargement digital[3]

1. Wild Ones – 3:54

## Classements et certifications
| Classement (2011-2012)                 | Meilleure position |
| -------------------------------------- | ------------------ |
| Afrique du Sud (Mediaguide Airplay)    | 7                  |
| Allemagne (Media Control AG)           | 6                  |
| Argentine                              | 8                  |
| Australie (ARIA)                       | 1                  |
| Autriche (Ö3 Austria Top 40)           | 3                  |
| Belgique (Flandre Ultratip 100)        | 8                  |
| Belgique (Wallonie Ultratip 50)        | 13                 |
| Brésil                                 | 5                  |
| Bulgarie                               | 1                  |
| Canada (Canadian Hot 100)              | 1                  |
| Chili (Chile Top 100 Singles)          | 10                 |
| Costa Rica (Costa Rica Top 40)         | 10                 |
| Croatie (Airplay Radio Chart)          | 8                  |
| Danemark (Tracklisten)                 | 11                 |
| Écosse (OCC)                           | 3                  |
| Espagne (PROMUSICAE)                   | 23                 |
| Estonie (Eesti Top 40)                 | 1                  |
| États-Unis (Billboard Hot 100)         | 5                  |
| États-Unis (Billboard Hot 100 Airplay) | 4                  |
| Finlande (Suomen virallinen lista)     | 6                  |
| France (SNEP)                          | 11                 |
| France (Club 40)                       | 12                 |
| France (Muzicast Radio)                | 1                  |
| Hongrie (Rádiós Top 40)                | 1                  |
| Irlande (IRMA)                         | 3                  |
| Lettonie (Latvian Airplay Top 50)      | 3                  |
| Liban (Lebanese Top 20)                | 2                  |
| Nouvelle-Zélande (RMNZ)                | 1                  |
| Norvège (VG-lista)                     | 1                  |
| Pays-Bas (Nederlandse Top 40)          | 15                 |
| Pays-Bas (Single Top 100)              | 15                 |
| Pologne                                | 16                 |
| Pologne (Polish Airplay Tip 5)         | 2                  |
| Portugal                               | 8                  |
| République tchèque (IFPI)              | 13                 |
| Roumanie (Romania Airplay Top 100)     | 23                 |
| Royaume-Uni (UK Singles Chart)         | 4                  |
| Royaume-Uni (UK R&B Chart)             | 1                  |
| Russie (Russian Dance Top 50)          | 5                  |
| Slovaquie (IFPI Rádio)                 | 3                  |
| Suède (Sverigetopplistan)              | 3                  |
| Suisse (Schweizer Hitparade)           | 3                  |

| Pays                         | Certifications |
| ---------------------------- | -------------- |
| Allemagne (Media Control AG) | Or             |
| Australie (ARIA)             | 6 * Platine    |
| Autriche (IFPI Austria)      | Or             |
| Canada (CRIA)                | 4 * Platine    |
| Danemark (IFPI)              | 2 × Platine    |
| États-Unis (RIAA)            | 3 × Platine    |
| Irlande (IRMA)               | Platine        |
| Nouvelle-Zélande (RIANZ)     | 2 × Platine    |
| Suède (IFPI Sweden)          | 5 * Platine    |
| Suisse (Schweizer Hitparade) | Or             |

## Historique de sortie
| Pays        | Date de sortie   | Format(s)              | Label                                   |
| ----------- | ---------------- | ---------------------- | --------------------------------------- |
| États-Unis  | 19 décembre 2011 | Téléchargement digital | Atlantic Records, Poe Boy Entertainment |
| Royaume-Uni | 21 janvier 2012  | Téléchargement digital | Atlantic Records                        |
| Allemagne   | 17 février 2012  | CD single              | Atlantic Records                        |